# Szadek
Szadek è un comune urbano-rurale polacco del distretto di Zduńska Wola, nel voivodato di Łódź.
Ricopre una superficie di 151,96 km² e nel 2004 contava 7 408 abitanti.